# 香取神社 (葛飾区東水元)
香取神社（かとりじんじゃ）は、東京都葛飾区東水元にある神社。

## 歴史
創建年代は不明である。当地は中世において香取神宮と関係の深い土地柄（荘園）であり、そのころに香取神宮より分霊を勧請したものと推測される。
下小合村の鎮守であった。当社には専属の神職がおり、鈴木家が神職を世襲していた。江戸時代は吉田家の支配下にあり、風折烏帽子と狩衣の着用が許される格式を得ている。
小合溜のほとりにあるため、度々水害に遭っており、その都度、社殿の修築を行っている。

## 交通アクセス
- 金町駅より徒歩約22分（経路案内）。
- 京成バス「水元公園」バス停より徒歩約5分（経路案内）。